# Colmar von der Goltz
Le baron Colmar von der Goltz, surnommé Goltz Pacha (12 août 1843 – 19 avril 1916) est un maréchal prussien qui est au service de l'Empire ottoman et de l'Empire allemand, et également historien.

## Biographie
Il naît dans la Famille von der Goltz, issue de l'antique aristocratie, mais désargentée, dont le domaine se trouve en province de Prusse-Orientale. Son père, après dix-neuf ans dans l'armée prussienne n'a pas réussi à dépasser le grade de lieutenant. Il n'a pas plus de succès dans l'agriculture. Il finit par mourir du choléra, à Dantzig lorsque Colmar von der Goltz a six ans.
Goltz intègre l'armée prussienne en 1861. Il entre ensuite à l'Académie militaire de Berlin qu'il quitte en 1866 pour participer à la guerre contre l'Autriche, où il est blessé à Trautenau. Il joue aussi un rôle de stratège en matière de communication. Il écrit par exemple en décembre 1866 à Bismarck pour se plaindre du fait qu'aucun organe de presse ne soutient la cause prussienne. Il devient ainsi un des idéologues de l'Empire allemand : le baron Colmar von der Goltz, estime alors qu'il faut « coûte que coûte donner aux entreprises militaires bonne et belle apparence. Ce n'est pas tout d'être fort, il faut paraître avoir raison. »
En 1867, il rejoint la section topographique de l'état-major.

### Lors de laguerre franco-allemande de 1870
Il appartient à l'état-major du prince Frédéric-Charles de Prusse, commandant la deuxième Armée lors de la campagne ; il participe à diverses batailles, dont le siège de Metz, à la bataille de Gravelotte puis à celles de la vallée de la Loire.
Après la guerre, il enseigne à l'École militaire de Potsdam et est attaché à la section historique de l'état-major pour laquelle il écrit divers ouvrages sur la guerre de 1870, dont une étude sur les armées levées par Gambetta. Cet ouvrage est considéré comme sa principale contribution à l'histoire militaire et est traduit en français. Il démontre comment, malgré une défaite rapide, la Troisième république réussit à lever une nouvelle armée et à remporter des victoires, il prévoyait qu'il serait difficile de vaincre un tel pays qui pouvait mobiliser sa population pour en faire une armée, il en tire Une nation en armes écrit en 1883.

### Conseiller militaire du sultan
Après sa défaite contre la Russie en 1878, le sultan ottoman, Abdülhamid II, fait appel à l'Allemagne pour moderniser son armée à travers une mission militaire ainsi qu'à travers la formation des élites militaires dans les écoles. Après ce demi-échec de restructuration de l'armée ottomane, von der Goltz est envoyé en 1883 comme instructeur, puis chef de la mission militaire allemande dans l'Empire ottoman. En l'espace de douze années, il parvient à assurer à l'industrie allemande le quasi-monopole des fournitures d'armement de l'Empire ottoman par toutes sortes de bakchich. Siégeant aux côtés du Grand-Vizir et du Ministre turc des Finances à la Commission des Investissements Militaires, il sait faire bon usage des quelque 30 000 Reichsmark que ses compatriotes lui ont confié. Lui-même se garde bien de détourner de l'argent : au fabricant d'armes Ludwig Loewe (de) qui lui propose de toucher une sous-commission, il aurait répondu : « C'était une bonne idée, mais un officier prussien ne prend pas les pourboires ! »
Il est également nommé directeur général des écoles militaires ottomanes. Ses théories, notamment celles sur la « nation en arme », ont un impact sur la pensée jeune-turque. Ses réussites lui valent les titres de Pacha, en 1895 puis Mushir, l'équivalent de maréchal juste avant son retour. L'un de ses principaux succès est de convaincre le Sultan d'envoyer les officiers turcs en formation en Prusse : par là, il crée pour longtemps une élite germanophile au sein de l'État-major ottoman qui, bien après la prise de pouvoir des Jeunes-Turcs, conserve une influence, comme l'a montré le marché des chars Leopard 1, au début des années 1980.

### Le général
En Allemagne, il reçoit le commandement de la 5e division d'infanterie puis en 1898 celui du corps du génie et inspecteur des fortifications. Il est ensuite commandant du 1er corps d'armée et en 1907 celui de la 6e armée de Berlin. Puis, pendant les manœuvres, il est promu maréchal, grade qu'il obtient au moment où il prend sa retraite en 1911.
Goltz faillit devenir chancelier impérial : le 7 juillet 1909, l'empereur Guillaume II a à ce sujet un entretien avec le Chef de Cabinet Rudolf von Valentini, mais les deux hommes estiment que la mission du général en Turquie, commencée en mai est trop importante pour les intérêts allemands, de sorte que le choix se porte finalement sur Bethmann-Hollweg.
En 1911, von der Goltz fonde le Jungdeutschland-Bund (de), fédération des mouvements de la jeune droite. Son objectif, préparer par le sport et les exercices de plein-air la jeunesse allemande à une possible guerre, trouve un écho considérable dans les sociétés sportives et de gymnastique. Le général von der Goltz et son réseau exhortent les villes à ouvrir de nouveaux gymnases : l'éducation physique cesse désormais de se cantonner à la gymnastique artistique. La même année, von der Goltz est décoré de la médaille Pour le Mérite.
Il laisse d'ailleurs son nom au « parcours v. d. Goltz » du haras royal prussien de Trakehnen, à l'époque l'un des plus difficiles au monde.

### Première Guerre mondiale
Il est incorporé à nouveau lors de la Première Guerre mondiale et est nommé gouverneur militaire de Belgique. On lui attribue la politique très violente de répression de la résistance belge : des otages sont pris dans les villages qui longent les voies ferrées et les lignes télégraphiques, une proclamation est lue prévenant que tout sabotage entrainerait en représailles que des personnes soient fusillées. Ces actions lui valent l'admiration d'Adolf Hitler.

### Commandement dans l'armée ottomane

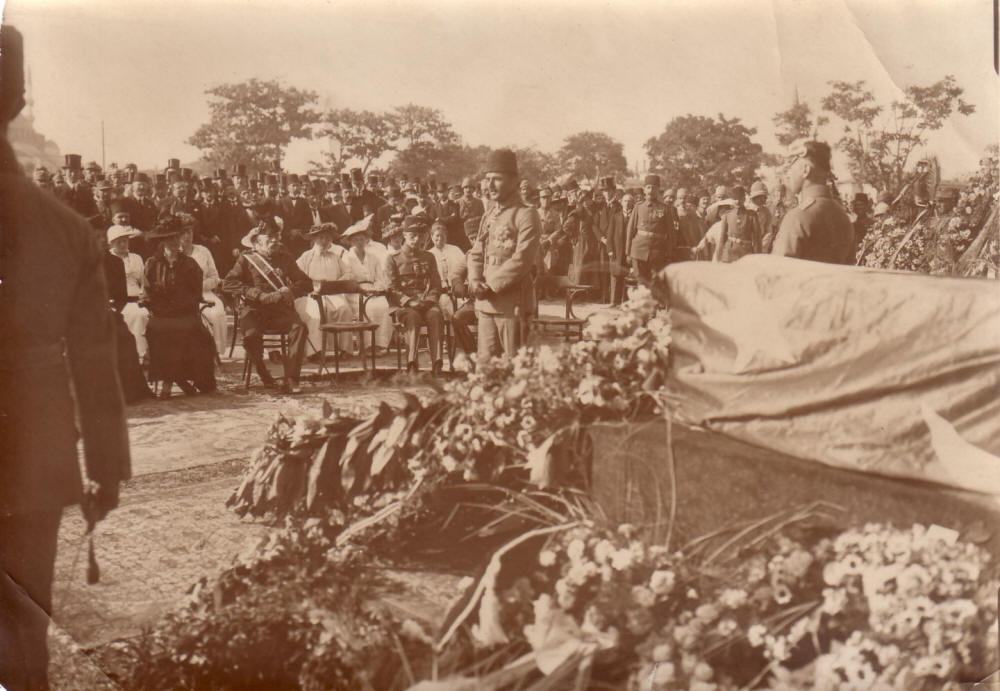
Funérailles du maréchal von der Goltz à Constantinople (1916).

En 1915, par suite d'un désaccord profond avec l'OHL sur la politique d'occupation en Belgique, il prend à nouveau sa retraite et se rend dans l'Empire ottoman comme conseiller militaire. Là, aux côtés de Sylvester Boettrich (de) et d'autres officiers allemands, il organise la déportation des populations arméniennes,. D'ailleurs, dès 1900, il a officiellement proposé la déportation d'un demi-million d'Arméniens depuis les confins turco-russes jusqu'en Mésopotamie, et lorsqu'en mars 1915 Enver Pacha lui présente le décret de déportation, il l'approuve bruyamment, estimant qu'il tient les Arméniens pour « des trafiquants » (gerissene Händler).
Alors que commence la campagne de Mésopotamie il est envoyé pour réorganiser la 5e armée, bloque l'avance de l'armée commandée par Charles Townshend vers Bagdad et l'encercle lors du siège devant Kut-el-Amara ; puisant dans sa connaissance historique, il organise le siège comme l'avait fait Jules César à Alésia c'est-à-dire une défense contre les sorties des assiégés et une contre les armées de secours. Il meurt du typhus à Bagdad le 19 avril 1916, quelques jours avant la capitulation de la garnison britannique le 29 avril, et est enterré dans les jardins de l'ambassade d'Allemagne à Constantinople (aujourd'hui consulat général à Istanbul).

## Écrivain
En 1870 et 1914, en tant que référence comme stratège et dans la communauté anglophone il est plus lu que Clausewitz ; voici une liste non exhaustive de ses écrits.
- Feldzug 1870-71. Die Operationen der II. Armee. Berlin, 1873.
- Angeline. Stuttgart, 1877.
- Gambetta et ses armées, Paris, Sandoz et Fischbaker, 1877.
  - Leon Gambetta und seine Armee. Berlin, 1877.
- Napoléon 1 (empereur des Français ; 1769-1821), Bois major à l'état-major général trad. **Militärische Schriften von Napoleon I, Berlin, F. Schneider, 1881.
- Rosbach et Iéna, recherches sur l'état physique et intellectuel de l'armée prussienne pendant l'époque de transition du XVIIIe  au  XIXe siècle, Commandant Pierre-Eugène Chabert trad. , Paris, W. Hinrichsen, 1890.
  - Rossbach und Jena. Studien über die Zustände und das geistige Leben der preußischen Armee während der Uebergangszeit von XVIII. zum XIX. Jahrhundert. Berlin, 1883.
- La Nation armée, capitaine Henri Monet trad, Paris, 1891.
  - Das Volk in Waffen, ein Buch über Heerwesen und Kriegführung unserer Zeit. Berlin, 1883.
- Ein Ausflug nach Macedonien. Berlin, 1894.
- De la Conduite de la guerre, exposé succinct de ses principes et moyens d'exécution., Paris, L. Westhausser, 1896. Aussi chez Hachette 1978.
  - Kriegführung. Kurze Lehre ihrer wichtigsten Grundsätze und Formen. Berlin, 1895.
- Anatolische Ausflüge, Reisebilder von Colmar Freiherr v. d. Goltz; mit 37 Bildern und 18 Karten. Berlin, 1896.
- Krieg- und Heerführung. Berlin, 1901.
- Von Rossbach bis Jena und Auerstedt; ein Beitrag zur Geschichte des preussischen Heeres. Berlin, 1906.
- Von Jena bis Pr Eylau, des alten preussischen Heeres Schmach und Ehrenrettung; eine kriegsgeschichtliche Studie von Colmar Frhr. v. d. Goltz. Berlin, 1907.
- Jung-Deutschland; ein Beitrag zur Frage der Jugendpflege. Berlin, 1911.
- La Défaite de la Jeune Turquie et la possibilité de son relèvement. Gaston Thierry trad. , Paris, H. Charles-Lavauzelle, 1913.
- Kriegsgeschichte Deutschlands im neunzehnten Jahrhundert. Berlin, 1910-1912.
- 1813; Blücher und Bonaparte, von Feldmarschall Frhn. v. d. Goltz.. Stuttgart and Berlin, 1913.

## Postérité
Son village natal est renommé Goltzhausen, il s'agit actuellement d'Ivanovka près de Polessk situé aujourd'hui dans l'enclave de Kaliningrad.